# 에드 오로스
에드 오로스(Ed O'Ross, 1949년 7월 4일 ~ )는 미국의 배우, 성우이다. 피츠버그에서 태어났다.

## 출연 작품
- 더 베스트 땡스기빙 에버 (2015년)
- 리버스 나인 (2015, Rivers 9)
- 미러 이미지 (2012년) - 오그던 에드워즈 역
- 여대생 파티 대학살 (2012년) - 보안관 럼프킨 역
- 어 그린 스토리 (2012년) - 반 역
- 더 와일드 번치 (2012년)
- 호기심 많은 조지 2 (2009년)
- 5 나이츠 인 할리우드 (2009년) - Mr. 뉴욕 역
- 노바디 (2007년)
- 델타 파스 (2007년) - 빅터 역
- 호기심 많은 조지 (2006년)
- 저스티스 리그 언리미티드 (2001년)
- 마인드스톰 (2001년)
- 라스트 프로듀서 (2000년)
- 레드 드래곤 (1999년)
- 와이 투 케이 (1999년)
- 트레인 테러 (1998년)
- 후드럼 (1997년)
- 플래닛 (1996, Dark Planet)
- 파워 위딘 (1995년)
- 미드나잇 런 - 제2탄 (1994년)
- 미드나잇 런 - 제1탄 (1994년)
- 흔들리는 유혹 (1992, Play Nice)
- 유니버셜 솔저 (1992년)
- 딕 트레이시 (1990년) - 잇치 역
- 48시간 2 (1990년)
- 돌아오지 않은 Kal 007기 (1989, Coded Hostile)
- 액션 잭슨 (1988년)
- 레드 히트 (1988년) - 빅토르 로스타 역
- 마피아 알 카포네 (1987년)
- 풀 메탈 자켓 (1987년) - Lieutenant 터치다운/월터 J. 쉬노스키 역
- 히든 (1987년)
- 천국에서의 6분 (1985년)
- 커튼 클럽 (1984년)

### 텔레비전
- 사인펠드 (1995-98)